# Elaphoglossum silencioanum
Elaphoglossum silencioanum är en träjonväxtart som beskrevs av A. Rojas. Elaphoglossum silencioanum ingår i släktet Elaphoglossum och familjen Dryopteridaceae. Inga underarter finns listade.